# ۴۸۸ (پیش از میلاد)
۴۸۸ (پیش از میلاد) ۴۸۸مین سال قبل از تقویم میلادی است.